# Jonathan Barry
Jonathan Barry, auch John Barry (* 3. Juli 1935 in London; † 1. Juni 1979 ebenda), war ein britischer Filmarchitekt mit hervorragenden Einzelleistungen in den 1970er Jahren.

## Leben und Wirken
Nach dem Abschluss eines Architekturstudiums an der Kingston School of Arts begann Barry seine filmische Laufbahn 1960 als Zeichner beim Monumentalepos Cleopatra, bevor er als Zeichner für das britische Fernsehen arbeitete. In der Folgezeit assistierte er Szenenbildnern sowohl beim Film (z. B. bei dem Agatha-Christie-Krimi Der Wachsblumenstrauß) als auch beim Fernsehen (z. B. bei der Serie Geheimauftrag für John Drake).
Im Jahr 1967 entwarf Jonathan „John“ Barry seine erste eigene Filmdekoration als Chefarchitekt. Mit den futuristischen Werken Uhrwerk Orange und Phase IV wurde Barry schnell in Fachkreisen bekannt, und man vertraute ihm daraufhin die architektonischen Entwürfe zu aufwändigen Science-Fiction- und Fantasy-Großproduktionen wie Krieg der Sterne und Superman an. In diesen Jahren arbeitete er regelmäßig mit seinem Kollegen Norman Reynolds zusammen. Für die Arbeit an Krieg der Sterne wurden er, Reynolds und Leslie Dilley Anfang 1978 für die besten Filmbauten mit je einem Oscar ausgezeichnet.
Zum Jahresbeginn 1979 war Barry für die Regie zu dem Science-Fiction-Film Saturn-City vorgesehen, an dessen Drehbuch er bereits mitgearbeitet hatte, wurde aber schließlich vom Hollywood-Routinier Stanley Donen ersetzt. Am 31. Mai 1979, zu Beginn der Dreharbeiten zum zweiten Star-Wars-Film, brach Jonathan Barry am Set zusammen. Nur wenige Stunden später starb er im Alter von 43 Jahren an einer Hirnhautentzündung.

## Filme (komplett)
- 1968: Decline and Fall … of a Birdwatcher
- 1970: Stoßtrupp Gold (Kelly’s Heroes)
- 1971: Uhrwerk Orange (A Clockwork Orange)
- 1971: Blutroter Morgen (Sitting Target)
- 1974: Der kleine Prinz (The Little Prince)
- 1974: Phase IV
- 1975: Abenteurer auf der Lucky Lady (Lucky Lady)
- 1977: Krieg der Sterne (Star Wars)
- 1978: Superman
- 1978: Der Bulldozer (A Force of One)
- 1979: Die Chance seines Lebens (Fast Break)
- 1980: Saturn-City (Drehbuchbeteiligung)
- 1980: Das Imperium schlägt zurück (The Empire Strikes Back)
- 1980: Superman II – Allein gegen alle (Superman II)